# Instituto de Toxicología de la Defensa
El Instituto de Toxicología de la Defensa (ITOXDEF) es un centro militar de investigación sanitaria de las Fuerzas Armadas de España y asesor del Ministerio de Defensa que está especializado en toxicología.
Depende de la Inspección General de Sanidad de la Defensa y su actividad se centra en los análisis clínicos. Su trabajo está relacionado con la higiene en el trabajo y la toxicología industrial, clínica y pericial. Posee laboratorios de sustancias estupefacientes o psicotrópicas, de agua y agresivos químicos con fines bélicos, de muestras biológicas y de otras muestras ambientales. Los análisis e informes se elaboran a iniciativa del propio personal del centro, por petición de otras unidades castrenses o solicitadas por instituciones civiles españolas. El Instituto de Toxicología de la Defensa participa en el Plan Estatal de Protección Civil ante el Riesgo Químico.
Fue establecido en virtud de la Orden Ministerial 28/2011 de 2 de junio de 2011 que reunió en un único organismo el Servicio de Toxicología y el Laboratorio de Referencia del Centro Militar de Farmacia de la Defensa. La sede del ITOXDEF se encuentra en el complejo del Hospital Central de la Defensa, «Gómez Ulla», situado en el barrio de Aluche de la ciudad de Madrid.